# Moojenodesmus pygmaeus
Moojenodesmus pygmaeus är en mångfotingart som beskrevs av Christoph D. Schubart 1945. Moojenodesmus pygmaeus ingår i släktet Moojenodesmus och familjen Fuhrmannodesmidae. Inga underarter finns listade i Catalogue of Life.